# Steier und Mey
Die Frankfurter Kriminalhauptkommissare Frank Steier, gespielt von Joachim Król, und  Conny Mey, gespielt von Nina Kunzendorf (bis 2013), sind fiktive Personen in den vom Hessischen Rundfunk (HR) verantworteten Folgen der Krimireihe Tatort. Der erste Fall mit den Ermittlern wurde im Mai 2011 ausgestrahlt.

## Hintergrund
Steier und Mey lösten das bisherige Frankfurter Ermittlerduo Dellwo und Sänger ab, das 2010 nach 18 Folgen vom HR abgesetzt wurde. Ermittlungs- und Drehorte sind Frankfurt und Umgebung.
Im sechsten Fall ermittelt Kommissarsanwärterin Linda Dräger, dargestellt von Alwara Höfels, an der Seite von Hauptkommissar Frank Steier, bevor dieser die letzte Folge mit den Worten beschließt: „Kriminalhauptkommissar außer Dienst.“

## Figuren

### Frank Steier
Kriminalhauptkommissar Frank Steier (Joachim Król) ist ein eigenwilliger, fleißiger, unauffälliger Ermittler mit einem Alkoholproblem. Privat lebt er mit Edgar, einem Friseur, zusammen. Seine Vorgesetzten lassen ihm selbst den Alkoholkonsum am Arbeitsplatz durchgehen, weil er früher einer der Besten war und trotz seiner Trunksucht immer noch komplizierte Mordfälle löst. Er ist anscheinend sehr introvertiert, neigt aber zu gelegentlichen emotionalen Ausbrüchen.

### Conny Mey
Kriminalhauptkommissarin Conny Mey (Nina Kunzendorf) ist eher extrovertiert und damit charakterlich das genaue Gegenteil ihres Kollegen Steier. Wie ihre Darstellerin stammt auch die Figur der Conny Mey ursprünglich aus Mannheim. Als Steier spätabends einen Stärkungstrunk aus seinem Flachmann nimmt, wehrt sie einen Schluck ab mit der Begründung, sie habe einen Gendefekt für Alkoholunverträglichkeit. Meys Herkunft aus einem nicht näher bezeichneten „Mannheimer Proloviertel“ wird im dritten Fall Es ist böse zunächst von Steier, im späteren Verlauf auch noch einmal von Mey selbst thematisiert. Im fünften und letzten gemeinsamen Fall Wer das Schweigen bricht erklärt sie, an die Polizeischule in Kiel zu wechseln.

### Nebenfiguren

#### Erik Seidel
Kommissar Erik Seidel (Peter Kurth) ist ein langjähriger Kollege von Steier und freundschaftlich mit ihm verbunden. Gleich im ersten Fall Eine bessere Welt deckt Mey auf, dass Seidel ein sexuelles Verhältnis zu einer Tatbeteiligten hatte und das Einsatzprotokoll zu ihren Gunsten verfälscht hat. Das belastet seine Ehe und von Anfang an die Zusammenarbeit mit Kollegin Mey.

#### Edgar
Edgar, dessen Nachname ungenannt bleibt, ist ein Mitbewohner von Steier. Der Kommissar hat ihn in einer früheren Ermittlung fälschlicherweise verdächtigt und dadurch dessen Familie zerstört. Er wird Mey im dritten Fall Es ist böse vorgestellt und verabschiedet sich in ihrem letzten Fall Wer das Schweigen bricht von ihr, weil er unheilbar an Krebs erkrankt ist.

## Fälle
| Fall | Titel                       | Erstausstrahlung  | Folge | Drehbuch                               | Regie             | Besonderheiten           |
| ---- | --------------------------- | ----------------- | ----- | -------------------------------------- | ----------------- | ------------------------ |
| 1    | Eine bessere Welt           | 8. Mai 2011       | 800   | Lars Kraume                            | Lars Kraume       |                          |
| 2    | Der Tote im Nachtzug        | 20. November 2011 | 817   | Lars Kraume                            | Lars Kraume       |                          |
| 3    | Es ist böse                 | 22. April 2012    | 836   | Lars Kraume                            | Stefan Kornatz    |                          |
| 4    | Im Namen des Vaters         | 26. Dezember 2012 | 855   | Lars Kraume                            | Lars Kraume       |                          |
| 5    | Wer das Schweigen bricht    | 14. April 2013    | 870   | Lars Kraume                            | Edward Berger     | letzter Fall von KHK Mey |
| 6    | Der Eskimo                  | 5. Januar 2014    | 894   | Hendrik Handloegten, Achim von Borries | Achim von Borries |                          |
| 7    | Das Haus am Ende der Straße | 22. Februar 2015  | 937   | Michael Proehl, Erol Yesilkaya         | Sebastian Marka   |                          |